# Acarnania
Acarnania (en griego: Ακαρνανία, Akarnanía) es una región de la Grecia Occidental que se corresponde con una región histórica de la Antigua Grecia. Se extiende a lo largo de la ribera del mar Jónico, al oeste de la histórica región de Etolia, con el río Aqueloo como frontera natural, al sur del golfo de Ambracia y al norte de la entrada del golfo de Corinto. La zona está dominada por las montañas acarnanias, una pequeña cadena montañosa de unos 40 km de longitud que culmina en el pico Psili Koryfi, con 1589 m.
Actualmente forma la parte occidental de la unidad periférica de Etolia-Acarnania. La capital y principal ciudad en tiempos antiguos era Estrato.

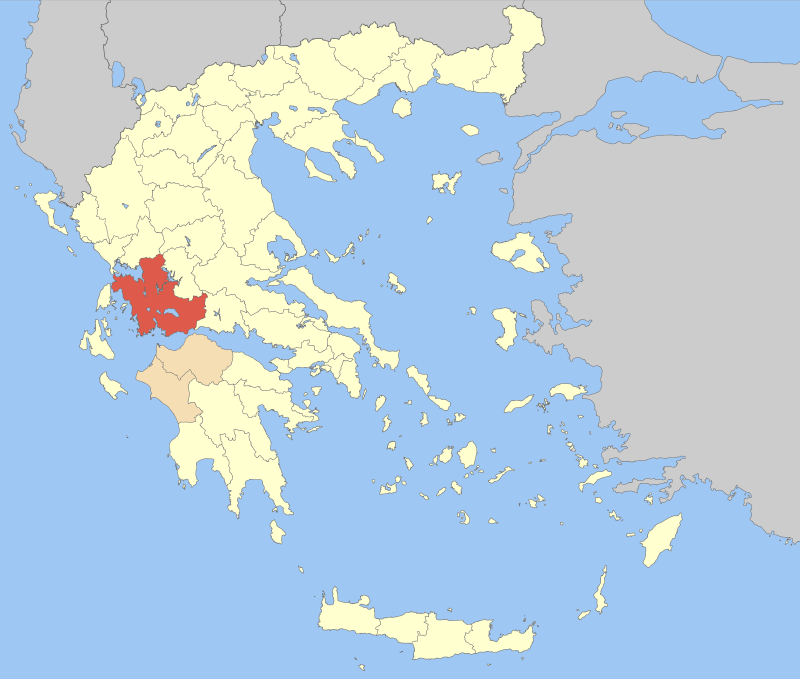
Acarnania constituye la franja costera occidental de la unidad periférica de Etolia-Acarnania.

## Historia
La fundación de Acarnania se atribuye a Acarnán, hijo de Alcmeón; su población se dedicaba a la piratería.
Fue una región de la Antigua Grecia, al oeste, que limitaba al norte con el golfo de Ambracia, al noreste con Anfiloquía (Argos Anfiloquia), al suroeste con el mar Jónico, y al sureste por Etolia (separadas por el río Aqueloo, si bien hacia el 430 a. C. la frontera estaba un poco más al este ya que la ciudad de Eníadas dominaba ambos lados).
Los ríos principales eran el Aqueloo y su afluente el Anapo. Los principales promontorios eran Accio y Critote al oeste.
Enfrente de la costa estaba la isla de Léucade, que antiguamente estaba unida a Acarnania y que quedó separada por un canal.
Sus primeros habitantes fueron los tafios, los léleges y los curetes. Los primeros fueron piratas de la costa occidental; los léleges vivían inicialmente al este de Acarnania y en Etolia, Lócrida y otros lugares; los curetes venían de Etolia. 
La tradición dice que Argos estableció una colonia hacia el 650 a. C. Por el mismo tiempo los corintios establecieron colonias en Léucade, Anactorio, Solio, etc., y los habitantes locales fueron rechazados hacia el interior. Eran aún un pueblo poco civilizado al comienzo de la guerra del Peloponeso, en 432 a. C. y vivían del robo y la piratería. Estaban unidos en una liga que se reunía en el monte Olpas cerca de Argos Anfiloquia, y en Estrato, ciudad principal de Acarnania. En tiempos del Imperio romano la Liga tenía la sede en Thyrios o en Léucade, y esta última era la capital del país. La liga estaba dirigida por un strategos y un secretario (grammateus); un personaje influyente era el gran sacerdote (hierápolos) del templo de Apolo en Accio.
En la guerra del Peloponeso, los acarnanios, enemigos de los corintios y de los ambraciotas, fueron aliados de Anfiloquía y de Atenas. En esta liga que supuso la restauración de Argos de Acaya a sus habitantes, las ciudades de Eníadas y Ástaco quedaron al margen. 
En el 426 a. C., los atenienses y acarnanios obtuvieron una gran victoria sobre los espartanos y ambacriotas en Olpas. Después de la guerra firmaron la paz con Ambracia, pero mantuvo la alianza con Atenas. En el 391 a. C. estaban en guerra contra los aqueos que se habían apoderado de Calidón en Etolia. Los aqueos pidieron ayuda a Esparta, que envió un ejército a Acarnania dirigido por Agesilao II, que asoló el país, pero sin un decisivo éxito. Hacia el 300 a. C. los etolios conquistaron algunas ciudades del oeste de Acarnania y los acarnanios se aliaron a los reyes de Macedonia a los que permanecieron leales. No se sometieron a Roma hasta que los romanos ocuparon Léucade y derrotaron en el año 197 a. C. a Filipo V de Macedonia en la batalla de Cinoscéfalos.
En 191 a. C. Antíoco III el Grande de Siria invadió Grecia y el acarnanio Mnasilocos consiguió que se pusieran de su lado. Pero Antíoco fue expulsado y después derrotado en Apamea (189 a. C.) y Roma volvió a imponer su hegemonía.
En 168 a. C., derrotado el rey Perseo de Macedonia, Lucio Emilio Paulo y los comisionados romanos reorganizaron Grecia y fue entonces cuando Léucade fue separada políticamente de Acarnania.
Más tarde formó parte de una de las provincias romanas, pero no está claro si de la provincia del Epiro o de la de Acaya, pero al cabo de un tiempo aparece como parte de Epiro.
En 30 a. C., los habitantes de algunas ciudades fueron trasladados por el emperador Augusto a Nicópolis que acababa de fundar.
Cuando el Imperio bizantino se desintegró en (1204), Acarnania pasó al Despotado de Epiro y en 1480 al Imperio otomano. Desde 1832 ha sido parte de Grecia.
- Datos: Q416070